# 姆兹万迪莱·马克瓦伊巴
迈克尔·姆兹万迪莱·马克瓦伊巴（英語：Michael Mzwandile Makwayiba）是南非的一位工会活动家。
马克瓦伊巴出生于东开普省的恩特朗加扎，最初在格拉布夫的一家苹果农场工作。1990年，他到格林角的萨默塞特医院担任清洁工。随后，他加入卫生工人联盟，很快成为该工会最突出的活动家之一，并于1992年当选为副主席。1993年，卫生工人联盟决定并入全国教育、卫生和相关工人联盟，马克瓦伊巴成为其西开普地区副主席，并担任开普敦分支的主席。1997年，他当选为全国教育、卫生和相关工人联盟西开普省地区主席，同时成为南非工会大会西开普省主席。2004年，马克瓦伊巴当选为全国教育、卫生和相关工人联盟的第二副主席，后在2010年升任为主席。2016年，他当选为世界工会联合会主席。